# Extebe
Extebe är en ort i Mexiko.   Den ligger i kommunen San Sebastián Río Hondo och delstaten Oaxaca, i den sydöstra delen av landet, 500 km sydost om huvudstaden Mexico City. Extebe ligger 2 520 meter över havet och antalet invånare är 136.
Terrängen runt Extebe är lite bergig. Runt Extebe är det ganska glesbefolkat, med 34 invånare per kvadratkilometer. Närmaste större samhälle är San Pedro Mixtepec, 18,7 km öster om Extebe. I omgivningarna runt Extebe växer i huvudsak blandskog.